# Jean-Baptiste-Pierre Bevière
Jean-Baptiste-Pierre Bevière, né le 20 octobre 1723 à Paris, mort le 12 mars 1807 à Paris, est un homme politique français sous la Révolution. Il est célèbre pour avoir rédigé le serment du Jeu de Paume.[réf. nécessaire]

## Biographie
Doyen des notaires de Paris en 1786, il sera président de la compagnie des notaires de Paris de 1800 à 1806.
Il est élu député du tiers état aux États-Généraux par la ville de Paris. De 1789 à 1791, il est député à l’Assemblée constituante.
De 1800 à 1805, il est maire de l’ancien 4e arrondissement de Paris.
Du 16 décembre 1804 à sa mort, il est membre du Sénat conservateur.
Le 14 juin 1804 (25 prairial an XII) il devient chevalier de la Légion d'honneur. Deux jours après sa mort, le 14 mars 1807, il est inhumé au Panthéon de Paris.

## Source
- « Jean-Baptiste-Pierre Bevière », dans Adolphe Robert et Gaston Cougny, Dictionnaire des parlementaires français, Edgar Bourloton, 1889-1891 [détail de l’édition]